# Pseudomastax pictifrons
Pseudomastax pictifrons är en insektsart som först beskrevs av Bruner, L. 1920.  Pseudomastax pictifrons ingår i släktet Pseudomastax och familjen Eumastacidae. Inga underarter finns listade i Catalogue of Life.